# تسلم سيدي
تَسْلَمْ عَنْدْ الله أُبِّي (من مواليد 30 ماي 1994) (بالإسبانية: Teslem Andala Ubbi)‏، المعروفة أيضاً بإسم تسلم سيدي (بالإسبانية: Tesh Sidi)‏، مهندسة حاسوب وسياسية صحراوية إسبانية. أنتخبت لمجلس النواب الإسباني كالمرشحة الثالثة في لائحة إئتلاف سومار في دائرة مدريد بعد ترشيحها من قبل حزب ماس مدريد في الالانتخابات العامة الإسبانية 2023.

## النشأة والتعليم
ولدت تسلم سيدي في مخيمات اللاجئين الصحراويين الواقعة في تندوف بالجزائر في 30 مايو 1994. نشأت مع جدتها في موريتانيا عندما كانت في الرابعة والسابعة من عمرها، وفقاً لأسلوب حياة بدوي، ثم عادت فيما بعد إلى تندوف. انتقلت إلى أليكانتي في سن الثانية عشرة لتعيش مع عائلة حاضنة أمضت معها بالفعل عدة صيوف، ثم تركت عائلتها الحاضنة في سن الثامنة عشرة للعمل والدراسة بمفردها.
درست هندسة الحاسوب في جامعة أليكانتي أثناء عملها كنادلة أو مساعدة متجر خلال الأزمة المالية الإسبانية عام 2008، حيث ساعدها الأصدقاء على دفع تكاليف الشهادة. انتقلت إلى مدريد بعد تخرجها، حيث وجدت عملاً خلال فترة ازدهار الحوسبة. حصلت على قرض لمواصلة دراسة الماجستير في البيانات الضخمة والذكاء الاصطناعي في الجامعة الأوروبية بمدريد، والتي أكملتها فيما بعد.

## المسيرة المهنية
بعد اندلاع الحرب الصحراوية الثانية في عام 2020 كجزء من صراع الصحراء الغربية، أصبحت تسلم مهتمة أكثر بأصولها والقضية الصحراوية وانخرطت في النشاط من أجل حق تقرير المصير للشعب الصحراوي، وتولت رئاسة الجمعية الصحراوية في مدريد. أنشأت لاحقًا SaharawisToday، وهي منصة اتصال رقمية متخصصة في الصراع الصحراوي.
وشاركت تسلم سيدي في المؤتمر السادس عشر لجبهة البوليساريو بصفتها عضوًا في المؤتمر، بالإضافة إلى تغطية انشطة المؤتمر لصالح مؤسستها الإعلامية. لا تنتمي تسلم إلى قيادة جبهة البوليساريو، لكنها لا تزال تعتبر أن المنظمة "تمثل جميع الصحراويين".

## المسيرة السياسية
انضمت تسلم إلى قائمة ماس مدريد في الرقم 11 للانتخابات الإقليمية المدريدية لعام 2023، ولاكن تم رفضها في النهاية من قبل لجنة الانتخابات في مدريد بسبب مشكلة في الإحصاء الانتخابي الذي ظهرت فيه مسجلة في مالقة بدلاً من مدريد. وبررت تسلم نفسها بقولها إنها سُجلت "عن طريق الخطأ" في سجل مالقة أثناء محاولتها تسجيل والدتها، التي جاءت إلى إسبانيا بعد تعرضها لحادث أدى إلى سقوط جدار وكسر ساقيها، مشيرة أيضًا إلى أن مكتب خدمات المواطنين في مدريد أخبرها أن سجلها في مدريد صحيح.
تم الإعلان لاحقًا ترشحها في المرتبة الثالثة في قائمة سومار في مدريد نيابة عن ماس مدريد، في خطوة اعتبرت إشارة إلى الحركة الداعمة لحقوق الصحراويون في إسبانيا ونأت يولاندا دياز بنفسها عن موقف بيدرو سانشيز المؤيد للمغرب. وأصبحت تسلم أول امرأة صحراوية يتم تمثيلها في مجلس النواب الإسباني وأول عضو من أصول صحراوية منذ انتقال الحكم الإسباني. وقد تعرضت حضورها لانتقادات من الصحافة المغربية وأشاد به مندوب جبهة البوليساريو في إسبانيا عبد الله العرابي.

## الحياة الشخصية
حصلت على الجنسية الإسبانية في يونيو 2022 بعد 20 عامًا من الإقامة المتواصلة في إسبانيا. كما تحمل أيضًا تسلم جنسية الجمهورية العربية الصحراوية الديمقراطية التي لم تعترف بها إسبانيا، مما جلب لها مشاكل إدارية حتى تم تسوية وضعها.